# Yahya Mohammed Hamid ed-Din
Pour les articles homonymes, voir Yahya.
 (décembre 2017).
Yahya Mohammed Hamid ed-Din, né le 18 juin 1869 à Sanaa et mort le 17 février 1948 dans la même ville, est un imam zaïdite - une branche du chiisme - à partir de la mort de son père en 1904, et le premier roi du Yémen de 1918 à 1948.
Il installe son pouvoir à la faveur de la fragilité de l'Empire ottoman à la fin de la première guerre mondiale. Il gouverne d'une manière autoritaire un territoire marqué par de fortes divisions. Face à une Arabie Saoudite en construction et retenu dans son développement par les Britanniques installés à Aden, il parvient à stabiliser le jeune État du Yémen du Nord et le fait reconnaître comme un État pleinement indépendant. En 1926, il obtient le soutien de l'Italie qui assure sa souveraineté. Face à l'essor de l'État saoudien, officiel depuis 1926, il mène une courte guerre contre Ibn Saoud en 1934. Les frontières sont maintenues malgré la défaite du Yémen. Yahya meurt assassiné par Al-Qardaei un membre de la tribu Bani Mourad qui défend l'arabisme.

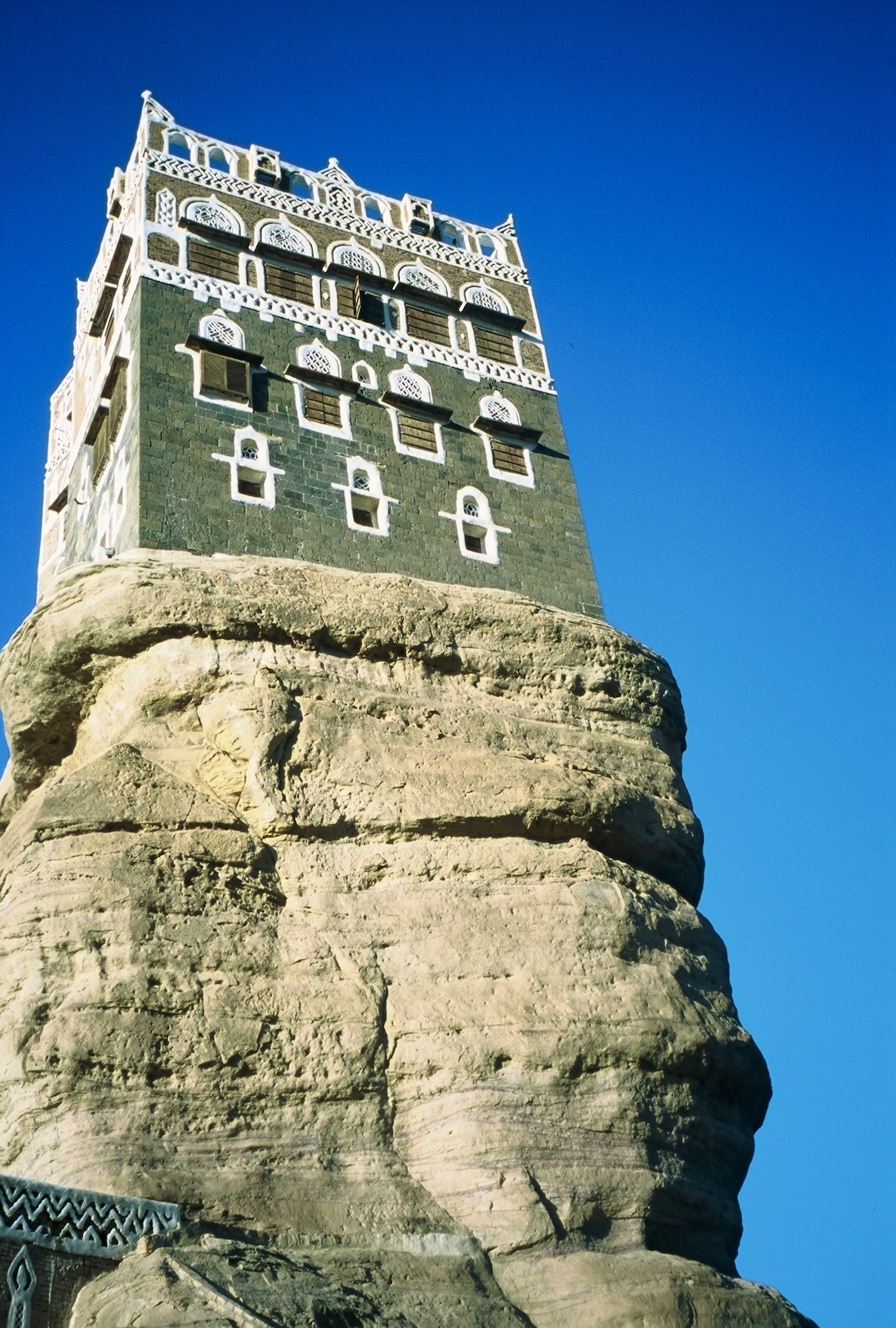
Le Dhar Al Hajjar, résidence de l'imam Yahya dans le Wadi Dhar près de Sanaa.

## Biographie
Yahya Mohammed Hamid ed-Din descendant de la dynastie Qawasim devint imam des zaïdites à la mort de son père en 1904 (et imam du Yémen en 1918), et dirigea de fait les régions montagneuses du futur Yémen du Nord. Cependant, son pouvoir ne fut pas reconnu par les suzerains ottomans et entraina une guerre qui dura jusqu'en 1911. Le pouvoir de Hamid ed-Din fut reconnu et ce dernier devint un sujet loyal à l'empire.
Au terme de la Première Guerre mondiale, les Ottomans perdirent le contrôle sur le Yémen du Nord et Yahya se maintint à la tête du nouvel État indépendant. Il signa le traité d'amitié italo-yéménite en 1926 qui conforta le pouvoir du roi et ses velléités d'annexer le Protectorat d'Aden tout en permettant aux Italiens de développer leur pénétration commerciale et ainsi accroître les revenus de leurs colonies en Érythrée et au Somaliland. Outre le Yémen du Sud, il revendique également Asir et Oman.
Il mate en 1929 la révolte de la tribu des Zaraniq.
Une autre guerre survint en 1934 contre la dynastie saoudienne. Les forces de Yahya furent sévèrement défaites, mais le roi Ibn Saud fit une proposition de paix sans modifications des frontières ante-bellum. Néanmoins, les frontières entre les deux pays demeurent toujours litigieuses à ce jour.
En 1946, l'opposition au régime de Yahya s'organisa. Le roi fut assassiné le 17 février 1948, mais les rebelles furent défaits par son fils Ahmed, qui lui succéda sur le trône.

## Imam zaydite
Yahya devient imam zaydite en 1904 à la mort de son père.
Le zaydisme est une branche chiite fondée par Zayd ibn Ali petit fils de Husayn, en 713 lorsque celui-ci s'oppose à la succession de son frère Mohammed al-Baqir alors majoritairement soutenue par les chiites. Installés au Yémen depuis 897 par l'imam Yahya al-Hadi, la région devient le principal foyer du Zaydisme dans le monde après sa disparition du Tabaristan (sud de la mer Caspienne) et son assimilation au chiisme duodécimain en Iran. Sous l'influence de l'imam Mohammed Chawkânî, mort en 1834, le zaydisme entame une « sunnisation » qui marginalise les ulémas zaydites.
Pour Yahya, bien plus qu'un simple titre, l'imamat zaydite est une source de légitimité. Descendant d'Ali, l'imam zaydite est désigné par le choix libre de la communauté après avoir affirmé son pouvoir par les moyens militaires.
Le wahhabisme - doctrine soutenue par la dynastie saoudienne - entre en conflit avec le zaydisme yéménite à la fin du XIXe siècle. Dans ce contexte, Yahya devient imam et donc le défenseur du zaydisme. En effet, le wahhabisme se construit sur une remise en question brutale de la société - droit des femmes, pratiques religieuses, alcool - l'amenant très vite à s'opposer à un Yémen zaydite qui encourage la modernisation des mœurs. L'autorité religieuse dépendant largement de l'imam, Hamid ed-Din encourage certaines réformes. Face à cette nouvelle doctrine, les arguments religieux deviennent facteurs de rassemblement autour de lui.
Cependant la contestation prend forme également contre cette autorité religieuse. En effet, l'opposition de la minorité sunnite devient de plus en plus forte tout au long du règne de Yahya. Même si elle ne participe pas directement à l'assassinat du roi, cette communauté ne favorise pas la stabilité dans le royaume. Par ailleurs, les revendications de Yahya sur les possessions britanniques autour d'Aden ne bénéficient pas d'une légitimité zaydite car la population se trouve être majoritairement sunnite dans le Sud-Yémen.

## Action politique

### Construction d'un État autonome
Les victoires sur les Ottomans, dont la bataille de Shahra en 1905, confortent la position de l'imam Hamid ed-Din en tant qu'un des leaders de la résistance contre le pouvoir turc. Mais, c'est véritablement la signature du traité de Daan en 1913, qui permet à ce dernier de s'imposer sur Mohammed al-Idrissi, autre leader des mouvements de résistance dans la région. Les Ottomans lui permettent alors de contrôler la région du Yémen du Nord, répondant ainsi au souhait d'autonomie des populations locales. Cependant, à ce moment, il ne parvient pas à s'imposer sur les autres chefs de tribus de la région. Il exerce un pouvoir autoritaire sur le pays qui sera de moins en moins apprécié.
Neutre pendant la Première Guerre mondiale, le roi Yahya profite de la disparition de l'Empire ottoman pour s'imposer. A son retour à Saana, il se voit proclamé chef suprême de tout le Yémen par certains chefs de tribus, et divers dignitaires. Aussitôt, il affirme sa position par les armes : il ferme dans un premier temps les entrées de la capitale, Saana, pour mieux la protéger ; par la suite, il nomme une sentinelle et constitue une armée régulière dès 1919. Que ce soit par son prestige ou par les armes, il étend peu-à-peu son autorité sur les  autres villes du Yémen. Le traité d'amitié italo-yéménite en 1926 marque le début de la reconnaissance de Yahya.
Parallèlement, sur le plan politique, Yahya met en place des structures de stabilisation de la monarchie. Afin de s'associer des notables, le titre d'épée de l'islam initialement réservé aux meilleurs commandants ou fils d'anciens imams, devient un titre héréditaire. Cela lui donne les moyens de mettre en avant ses fils. Bien que l'hérédité soit courante dans le chiisme, les zaydites ont la particularité de joindre à ce principe celui du plus apte, ce qui exige des fils des preuves de leurs compétences. Ainsi, à partir de 1937, Yahya associe ses fils à son pouvoir en leur octroyant des postes dans la haute administration ou en les faisant gouverneur. De cette manière, Ahmed qui sera son successeur reçoit la ville de Ta'izz.

### Reconnaissance internationale
L'État yéménite a beaucoup de difficulté à se développer et doit constamment trouver des compromis pour maintenir son autorité sur le plan international. Le pouvoir de ce premier roi du Yémen est donc très contraint malgré sa réussite initiale contre les Turcs.
Après la Première Guerre mondiale, l'expansion territoriale des Saoud au nord perturbe profondément les relations internationales dans la région. Ces tensions culminent en 1934 lorsqu'une guerre courte éclate entre les deux États autour de la souveraineté sur le 'Asir. Cette région est revendiquée par les deux pays pour sa situation entre le Hedjaz et le Yémen et pour son important oasis de Najran. Le 20 mai 1934, après sa défaite, le roi doit signer un traité à Ta'if afin de conserver ses frontières en renonçant à ses revendication dans le nord.
Par ailleurs, les puissances coloniales sont influentes dans la région. Les Italiens sont installés en Érythrée, de l'autre côté de la mer Rouge, et les Britanniques tiennent le Sud-Yémen. Néanmoins, dans les années 30, craignant pour son indépendance face à ces forces européennes, Hamid ed-Din qui doit former des cadres pour moderniser son État, préfère les envoyer en Irak. Ce sont pourtant ses stagiaires issus de classes sociales modestes qui de retour au Yémen organisent la contestation de son pouvoir. En effet, l'Irak est alors plus développé que le Yémen ce qui encourage la lutte contre l'imamat. Pour lutter contre cette influence moderniste, l'imam fait venir les formateurs de l'Irak. Cette politique ne paiera pas car la première génération deviendra le symbole de la révolution qui mettra fin à la monarchie en 1962.

## Titre
Son nom et titre complet est Sa Majesté Yahya ben al-Mansur Bi'llah Mohammed Hamid ed-Din, imam et commandeur des croyants, roi du Yémen (Amir al-Mumenin al-Mutawakkil 'Ala Allah Rab ul-Alamin Imam Yahya ben al-Mansur Bi'llah Mohammed Hamid ed-Din).